# Xihu (sockenhuvudort i Kina, Jiangxi Sheng, lat 29,85, long 117,18)
Xihu är en sockenhuvudort i Kina. Den ligger i provinsen Jiangxi, i den sydöstra delen av landet, omkring 180 kilometer nordost om provinshuvudstaden Nanchang. Antalet invånare är 9 824. Befolkningen består av 4 560 kvinnor och 5 264 män. Barn under 15 år utgör 15,0 %, vuxna 15-64 år 76 %, och äldre över 65 år 8,0 %.
Runt Xihu är det ganska tätbefolkat, med 96 invånare per kvadratkilometer. Närmaste större samhälle är Jinggongqiao, 11,7 km söder om Xihu. I omgivningarna runt Xihu växer i huvudsak blandskog.
Genomsnittlig årsnederbörd är 2 520 millimeter. Den regnigaste månaden är juni, med i genomsnitt 438 mm nederbörd, och den torraste är oktober, med 61 mm nederbörd.